# Петра Голубова
Петра Голубова (чеськ. Petra Holubová; нар. 12 жовтня 1968) — колишня чеська тенісистка.
Найвищу одиночну позицію світового рейтингу — 132 місце досягла 14 вересня 1992, парну — 160 місце — 29 липня 1991 року.
Здобула 3 одиночні та 9 парних титулів.

## Фінали ITF
| Турніри $25,000 |
| Турніри $10,000 |

### Одиночний розряд: 7 (3–4)
| Результат | Ранг | Дата           | Турнір                           | Покриття   | Суперниця          | Рахунок       |
| --------- | ---- | -------------- | -------------------------------- | ---------- | ------------------ | ------------- |
| Поразка   | 1.   | 30 жовтня 1989 | ITF Пфорцгайм, Західна Німеччина | Тверде (i) | Крістіна Зінгер    | 2–6, 6–7      |
| Перемога  | 1.   | 12 лютого 1990 | ITF Герсгольм, Данія             | Килим (i)  | Барбара Ріттнер    | 6–4, 6–2      |
| Поразка   | 2.   | 7 січня 1991   | ITF Бамберг, Німеччина           | Килим (i)  | Забіне Ауер        | 6–7, 6–4, 4–6 |
| Поразка   | 3.   | 9 грудня 1991  | ITF Ерд, Угорщина                | Тверде (i) | Олена Макарова     | 5–7, 1–6      |
| Перемога  | 2.   | 13 січня 1992  | ITF Бамберг, Німеччина           | Килим (i)  | Christina Fischler | 6–3, 4–6, 6–2 |
| Перемога  | 3.   | 6 квітня 1992  | ITF Лімож, Франція               | Килим (i)  | Беате Райнштадлер  | 6–1, 7–5      |
| Поразка   | 4.   | 19 жовтня 1992 | ITF Moulins,, Франція            | Тверде (i) | Ельс Калленс       | 7–5, 2–6, 3–6 |

### Парний розряд: 16 (9–7)
| Результат | Ранг | Дата              | Турнір                           | Покриття  | Партнерка          | Суперниці                                  | Рахунок       |
| --------- | ---- | ----------------- | -------------------------------- | --------- | ------------------ | ------------------------------------------ | ------------- |
| Перемога  | 1.   | 12 жовтня 1987    | ITF Малий Лошинь, Югославія      | Ґрунт     | Міхаела Фріммерова | Дениса Крайчовичова Яна Поспішилова        | 7–5, 4–6, 7–5 |
| Перемога  | 2.   | 1 серпня 1988     | ITF Кіцбюель, Австрія            | Ґрунт     | Сильвія Штефкова   | Трейсі Мортон-Роджерс Ліса Вірасекера      | 7–6(4), 6–2   |
| Перемога  | 3.   | 8 серпня 1988     | ITF Дармштадт, Західна Німеччина | Ґрунт     | Нора Байчикова     | Nelia Kruger Ева-Марія Шюргофф             | 5–7, 6–3, 6–3 |
| Поразка   | 1.   | 28 листопада 1988 | ITF Будапешт, Угорщина           | Килим (i) | Нора Байчикова     | Сильвія Чопек Antonia Homolya              | 6–7, 2–6      |
| Поразка   | 2.   | 24 квітня 1989    | ITF Дубровник, Югославія         | Ґрунт     | Нора Байчикова     | Река Сіксаї Віраг Чурго                    | 0–6, 0–1 ret. |
| Поразка   | 3.   | 19 червня 1989    | ITF Мадейра, Португалія          | Тверде    | Алісе Ногачова     | Інгелісе Дрігейс Александра Ніпел          | 3–6, 1–6      |
| Перемога  | 4.   | 17 липня 1989     | ITF Дармштадт, Західна Німеччина | Ґрунт     | Нора Байчикова     | Марія Екстранд Мішель Штребель             | 6–3, 6–2      |
| Перемога  | 5.   | 31 липня 1989     | ITF Реда, Західна Німеччина      | Ґрунт     | Нора Байчикова     | Деніелл Джонс Лайза Келлер                 | 6–1, 6–2      |
| Поразка   | 4.   | 19 березня 1990   | ITF Ramat Hasharon, Ізраїль      | Тверде    | Сильвія Штефкова   | Робін Філд Мішель Андерсон                 | 3–6, 0–6      |
| Перемога  | 6.   | 30 липня 1990     | ITF Реда, Західна Німеччина      | Ґрунт     | Сильвія Штефкова   | Вікторія Мильвидська Агнесе Густмане       | 6–4, 6–4      |
| Перемога  | 7.   | 13 серпня 1990    | ITF Карлові Вари, Чехословаччина | Ґрунт     | Сильвія Штефкова   | Катержина Крупова-Шишкова Маркета Штускова | 4–6, 6–4, 7–6 |
| Поразка   | 5.   | 10 червня 1991    | ITF Ерд, Угорщина                | Ґрунт     | Маркета Штускова   | Віраг Чурго Андреа Темешварі               | 1–6, 5–7      |
| Перемога  | 8.   | 17 лютого 1992    | ITF Vall d'Hebron, Іспанія       | Ґрунт     | Маркета Штускова   | Габі Горенгель Амі ван Бюрен               | 5–7, 6–4, 6–2 |
| Поразка   | 6.   | 24 лютого 1992    | ITF Валенсія, Іспанія            | Ґрунт     | Маркета Штускова   | Естефанія Боттіні Вірхінія Руано Паскуаль  | 1–6, 2–6      |
| Перемога  | 9.   | 26 липня 1993     | ITF Реда, Німеччина              | Ґрунт     | Катя Олєклаус      | Габі Горенгель Амі ван Бюрен               | 7–5, 6–0      |
| Поразка   | 7.   | 20 вересня 1993   | ITF Рабаць, Хорватія             | Ґрунт     | Гелена Вілдова     | Моніка Кратохвілова Ольга Гостакова        | 4–6, 4–6      |